# Мартинелли, Джованни-Баттиста
Джованни-Баттиста Мартинелли (итал. Giovanni Battista Martinelli, нем. Johann Baptist Martinelli; 8 февраля 1701, Вена — 21 июня 1754, Вена) — австрийский архитектор итальянского происхождения. Сын Франческо (Франца) Мартинелли.
Родился в Вене, в семье архитектора Франца Мартинелли. В сотрудничестве со своим братом Антоном Эрхардом Мартинелли он разработал планы нескольких церквей в стиле барокко в Габсбургской монархии, включая церковь в Гроссвайкерсдорфе, кафедральный собор Святой Троицы в Блаже и церковь в Дунаалмаше. Он также спроектировал несколько особняков, среди которых один в Долна-Крупе. Он умер в своем родном городе Вене в возрасте 53 лет.